# Per Palmér
Per Anders Palmér, född 14 juni 1911 i Hedvig Eleonora församling i Stockholm, död 9 april 2002 i Oscars församling i Stockholm, var en svensk byggnadsingenjör.
Per Palmér, som var son till arkitekten Agnar August Palmér och Vilma Skillt, examinerades som byggnadsingenjör från Stockholms byggnadsyrkesskola 1932 och bedrev därtill studier i ljudteknik i Berlin i Tyskland 1936. Han anställdes hos Wåhlin & Co AB 1932 och kom till AB Arki 1937. Palmér var verkställande direktör och ägare av Ingenjörsfirman Zero AB i Stockholm från 1945. Han var styrelseledamot där och i Soundex AG i Zürich i Schweiz.
Han var från 1939 till sin död gift med Birgit Dahlin, född 1912 och död 2003, dotter till civilingenjören Birger Dahlin och Gerda Öhlander. Tillsammans fick makarna en son 1940 och en dotter 1945, den äldre av dessa är skådespelaren Peter Palmér.